# Triaenodes tridontus
Triaenodes tridontus là một loài Trichoptera trong họ Leptoceridae. Chúng phân bố ở Hoa Kỳ.